# Jarosław Kłos
Jarosław Sylwester Kłos – polski fizyk, doktor habilitowany nauk fizycznych, nauczyciel akademicki Uniwersytetu im. Adama Mickiewicza w Poznaniu.

## Życiorys
Studia z fizyki ukończył na Wydziale Fizyki UAM w 1990. Stopień doktorski uzyskał w 1997 roku w poznańskim Instytucie Fizyki Molekularnej PAN na podstawie pracy pt. Badanie nowych faz uporządkowanych z prostym potencjałem oddziaływań (promotorem był prof. Krzysztof Wojciechowski). Następnie wyjechał do Niemiec na staż podoktorski w Instytucie Fizyki Teoretycznej Uniwersytetu Technicznego w Dreźnie (1998-1999). 
W 1999 wrócił do pracy naukowej na macierzysty wydział w Poznaniu. W latach 2001–2003 przebywał na kolejnym stażu naukowym w Max Planck Institute for Polymer Research w niemieckiej Moguncji. W 2008 ponownie wyjeżdża do Drezna, by pracować jako research fellow w Leibniz Institute of Polymer Research. Habilitował się w 2009 roku na macierzystym wydziale na podstawie oceny dorobku naukowego i rozprawy o tytule Wpływ stężenia i wartościowości soli oraz temperatury zredukowanej na konformacje naładowanych łańcuchów i dendrymerów.
Pracuje jako adiunkt w Zakładzie Fizyki Komputerowej Wydziału Fizyki UAM. Swoje prace publikował m.in. w "Journal of Chemical Physics" oraz "Macromolecules". Jest członkiem Polskiego Towarzystwa Fizycznego.